# Pier Andrea Saccardo
Pier Andrea Saccardo (* 23 de abril de 1845, Volpago del Montello, Treviso - 11 de febrero de 1920, Padua) fue un micólogo y botánico italiano.
Trabaja de asistente docente en la Universidad de Padua en 1866, y obtiene al año siguiente el doctorado. 
En 1869, es profesor de historia natural en la misma universidad, y en 1879 profesor de botánica y director del jardín botánico. De allí se retira en 1912.
Publica 140 trabajos sobre las Deuteromycota (setas imperfectas) y las Pyrenomycetes. 
Es autor de una muy importante obra de taxonomía de los champiñones Sylloge fungorum hucusque cognitorum en la cual lista todos los nombres comunes utilizados para los hongos (más de 160.000 pp. se publican; primero entre 1882-1890 en nueve vols., y en 25 vols. en 1931). Ciertas de sus descripciones y de sus clases de clasificación siguen siendo referencias. También se interesa por la historia de la ciencia, publicando en 1895 y en 1901 La botanica in Italia. 
Es nombrado miembro honorario, en 1916, de la "Sociedad Británica de Micología".

## Publicaciones
- Prospetto della Flora Trivigiana. Venecia 1864
- Bryotheca Tarvisina. Treviso 1864
- Della storia e letteratura della Flora Veneta. Mailand 1869
- Sommario d'un corso di botanica. 3 vols., Padua 1880
- Musci Tarvisini. Treviso 1872
- Mycologiae Venetae specimen. Padua 1873
- Mycotheca Veneta. Padua 1874-1879
- Michelis, commentarium mycologicum. Padua 1877 bis 1882, 2 vols.
- Fungi italici autographie delineati et colorati. Padua 1877-1886, 1.500 planchas
- Fungi Veneti novi vel critici. 1882
- Sylloge fungorum omnium husque cognitorum. 1882-1913, 25 vols.[1][2][3][4][5][6][7][8][9][10][11][12][13]

- La abreviatura «Sacc.» se emplea para indicar a Pier Andrea Saccardo como autoridad en la descripción y clasificación científica de los vegetales.[14]